# Championnats du Pays de Galles de tennis de table
Les Championnats du Pays de Galles de tennis de table sont une compétition organisée par la Fédération galloise de tennis de table (Table Tennis Wales) depuis 1923 pour les joueurs de tennis de table gallois, dont les vainqueurs remportent le titre de champion du Pays de Galles.

## Histoire
La compétition a lieu chaque année depuis 1923. Ryan Jenkins détient le record de victoires chez messieurs (12) précédant Alan Griffiths (10). Naomi Owen détient le record chez les dames (13).

## Palmarès
| Année | Simple messieurs          | Simple dames              | Double messieurs                | Double dames                          | Double mixte                        |
| ----- | ------------------------- | ------------------------- | ------------------------------- | ------------------------------------- | ----------------------------------- |
| 2025  | Callum Evans (8)          | Anna Hursey (en) (3)      | Harry Street and Toby Harwood   | Charlotte Carey and Nancy Yeh         | Callum Evans and Charlotte Carey    |
| 2024  | Callum Evans (7)          | Anna Hursey (en) (2)      | Harri Docherty & Lloyd Gregory  | Charlotte Carey & Lara Whitton        | Callum Evans & Charlotte Carey      |
| 2023  | Callum Evans (6)          | Anna Hursey (en)          | Louie and Callum Evans          | Charlotte Carey Chloe Thomas Wu Zhang | Charlotte Carey and Callum Evans    |
| 2022  | Callum Evans (5)          | Charlotte Carey (en) (7)  |                                 |                                       |                                     |
| 2021  | annulé en raison du COVID | annulé en raison du COVID | annulé en raison du COVID       | annulé en raison du COVID             | annulé en raison du COVID           |
| 2020  | Callum Evans (4)          | Charlotte Carey (en) (6)  | Callum EVANS and Louie EVANS    |                                       | Charlotte CREY and Callum EVANS     |
| 2019  | Callum Evans (3)          | Charlotte Carey (en) (5)  | Callum Evans/Louie Evans        | Charlotte Carey/Lauren Stacey         | Charlotte Carey/Callum Evans        |
| 2018  | Callum Evans (2)          | Charlotte Carey (en) (4)  | Callum Evans/Louie Evans        |                                       |                                     |
| 2017  | Callum Evans              | Charlotte Carey (en) (3)  | Callum EVANS & Joshua STACEY    | non attribué                          | Charlotte CAREY & Daniel O’CONNELL  |
| 2016  | Ryan Jenkins (12)         | Charlotte Carey (en) (2)  | Ryan and Jac Jenkins            | Charlotte Carey & Catherine Jones     | Charlotte Carey & Dan O’Connell     |
| 2015  | Daniel O’Connell          |                           |                                 |                                       |                                     |
| 2014  | Stephen Jenkins (2)       | Charlotte Carey (en)      | Dan O’Connell/Patrick Thomas    | Megan Phillips/Angharad Phillips      | Dan O’Connell/Charlotte Carey       |
| 2013  | Stephen Jenkins           | Naomi Owen (13)           |                                 |                                       |                                     |
| 2012  | Ryan Jenkins (11)         | Naomi Owen (12)           | Ceri JAMES and Daniel O’CONNELL | Charlotte CAREY and Naomi OWEN        | Daniel O’CONNELL and Megan PHILLIPS |
| 2011  | Ryan Jenkins (10)         | Naomi Owen                | JENKINS/JENKINS                 | CAREY/OWEN                            | CAREY/O’CONNELL                     |
| 2010  | Adam Robertson            | Naomi Owen                | Cameron THOMAS / Patrick THOMAS | Charlotte CarEy / Naomi OWEN          | David OWEN / Naomi OWEN             |